# Blasius Kozenn
Blasius Kozenn (em esloveno:  Blaž Kocen; Hotunje, 24 de janeiro de 1821 – Hernals, 29 de maio de 1871) foi um geógrafo e cartógrafo esloveno. Ele foi ocasionalmente identificado erroneamente como eslovaco.
O nome Kozenn era familiar a gerações de ex-alunos na Áustria-Hungria porque o atlas escolar de Kozenn foi publicado em milhões de exemplares em mais de 100 edições e em vários idiomas. Foi um dos atlas mais usados na metade austríaca da Áustria-Hungria.